# ジャック・ハーヴェイ
ジャック・アリ・ハーヴェイ（Jak Ali Harvey、1989年4月5日 ‐ ）は、ジャマイカ出身でトルコ国籍の陸上競技選手。専門は短距離走。
100mで9秒92、200mで20秒38の自己ベストを持つ、100mのトルコ記録保持者。2014年にトルコの市民権を取得。
ジャマイカ人時代の名前はジャック・モンゴメリー・ハーヴェイ（Jacques Montgomery Harvey）。

## 経歴

### 2011年
8月、深圳ユニバーシアードに出場すると、100m決勝で10秒14（-0.2）をマークし、リーティス・サカラウスカスに0秒001差で競り勝って金メダルを獲得した。これまでユニバーシアードの100mでジャマイカ男子勢が優勝したことはなく、初の金メダル獲得となった。

### 2014年
7月25日にトルコの市民権を得て、2015年7月24日からトルコ代表として国際大会に出場することが可能となった。

### 2015年
7月21日、Gala dei Castelli Bellinzonaの100m予選で10秒04（+0.4）のトルコ記録（当時）を樹立し、ラミル・グリエフが2015年にマークした10秒12を塗り替えると、決勝Bレースでも10秒03（-0.1）のトルコ記録（当時）を樹立した。
8月、北京世界選手権の100mに出場すると、予選を自己ベスト（当時10秒03）に迫る10秒04（+0.3）で突破し、初出場ながらセミファイナリストとなった。準決勝でも自己ベストに迫る10秒08（-0.4）をマークしたが、組5着で敗退した。
9月14日、100mで10秒01（-0.2）のトルコ記録（当時）を樹立。自身の持つ従来のトルコ記録を0秒02塗り替え、9秒台に肉薄した。

### 2016年
6月12日、高地記録ながら100mでヨーロッパ歴代6位タイの記録となる9秒92（+0.9）をマーク。自己ベストおよびトルコ記録を0秒09更新し、10秒の壁を突破した初のトルコ選手となった。
7月、アムステルダムヨーロッパ選手権に出場すると、100mで決勝に進出した。決勝では10秒07（0.0）をマークし、チュランディ・マルティナと同タイム着差ありの2位に終わり惜しくも金メダルは逃した。
8月、リオデジャネイロオリンピックでオリンピック初出場を果たすと、最初に出場した100mは予選を10秒14（-0.8）の組2着で突破し、この種目では男女通じてトルコ勢初のセミファイナリストになった。迎えた準決勝では10秒03（+0.2）とタイムを縮めるも組4着（全体10位）に終わり、タイムで拾われるには0秒02及ばなかった。100m以外にも200mと4x100mリレーに出場したが、両種目とも予選敗退に終わった。

## 自己ベスト
記録欄の（　）内の数字は風速（m/s）で、+は追い風、-は向かい風を意味する。
| 種目 | 記録          | 年月日        | 場所       | 備考                                      |
| 屋外 | 屋外          | 屋外          | 屋外       | 屋外                                      |
| ---- | ------------- | ------------- | ---------- | ----------------------------------------- |
| 100m | 9秒92A (+0.9) | 2016年6月12日 | エルズルム | ヨーロッパ歴代8位タイ トルコ記録 高地記録 |
| 200m | 20秒38 (-1.1) | 2015年9月5日  | アンカラ   |                                           |

## 主要大会成績
備考欄の記録は当時のもの
| 年         | 大会                                 | 場所             | 種目       | 結果       | 記録          | 備考                 |
| ジャマイカ | ジャマイカ                           | ジャマイカ       | ジャマイカ | ジャマイカ | ジャマイカ    | ジャマイカ           |
| ---------- | ------------------------------------ | ---------------- | ---------- | ---------- | ------------- | -------------------- |
| 2010       | 北中米カリブU23選手権 (en)           | ミラマー         | 100m       | 5位        | 10秒26 (+1.7) |                      |
| 2010       | 北中米カリブU23選手権 (en)           | ミラマー         | 4x100mR    | 2位        | 39秒36 (3走)  |                      |
| 2010       | 中央アメリカ・カリブ海 競技大会 (en) | マヤグエス       | 4x100mR    | 予選       | 38秒96 (2走)  | 決勝進出             |
| 2011       | ユニバーシアード (en)                | 深圳             | 100m       | 優勝       | 10秒14 (-0.2) | ジャマイカ男子初優勝 |
| 2011       | ユニバーシアード (en)                | 深圳             | 4x100mR    | 予選       | DQ (4走)      |                      |
| トルコ     |                                      |                  |            |            |               |                      |
| 2015年     | バルカン選手権 (en)                  | ピテシュティ     | 100m       | 優勝       | 10秒11 (+0.5) |                      |
| 2015年     | バルカン選手権 (en)                  | ピテシュティ     | 4x100mR    | 優勝       | 39秒35 (4走)  |                      |
| 2015年     | 世界選手権                           | 北京             | 100m       | 準決勝     | 10秒08 (-0.4) |                      |
| 2016       | ヨーロッパ選手権                     | アムステルダム   | 100m       | 2位        | 10秒07 (0.0)  |                      |
| 2016       | ヨーロッパ選手権                     | アムステルダム   | 4x100mR    | 予選       | 39秒58 (2走)  |                      |
| 2016       | オリンピック                         | リオデジャネイロ | 100m       | 準決勝     | 10秒03 (+0.2) |                      |
| 2016       | オリンピック                         | リオデジャネイロ | 200m       | 予選       | 20秒58 (+0.7) |                      |
| 2016       | オリンピック                         | リオデジャネイロ | 4x100mR    | 予選       | 38秒30 (2走)  | トルコ記録           |
| 2017年     | バルカン選手権                       | ノヴィ・パザル   | 100m       | 優勝       | 10秒11 (+2.2) |                      |
| 2017年     | バルカン選手権                       | ノヴィ・パザル   | 200m       | 優勝       | 20秒56 (+1.1) |                      |
| 2017年     | 世界選手権                           | ロンドン         | 100m       | 準決勝     | 10秒16 (-0.2) |                      |
| 2017年     | 世界選手権                           | ロンドン         | 4x100mR    | 7位        | 38秒73 (2走)  |                      |
| 2018       | ヨーロッパ選手権                     | ベルリン         | 100m       | 3位        | 10秒01 (0.0)  |                      |
| 2018       | ヨーロッパ選手権                     | ベルリン         | 4x100mR    | 2位        | 37秒98 (2走)  | トルコ記録           |
| 2018       | IAAFコンチネンタルカップ             | オストラヴァ     | 100m       | 4位        | 10秒19 (0.0)  |                      |
| 2018       | IAAFコンチネンタルカップ             | オストラヴァ     | 4x100mR    | 2位        | 38秒96 (2走)  |                      |

### ダイヤモンドリーグ
優勝したダイヤモンドリーグの大会を記載（個人種目のみ）。金色の背景はポイント対象レースを意味する。
| 年   | 大会     | 場所           | 種目 | 記録          | 備考 |
| ---- | -------- | -------------- | ---- | ------------- | ---- |
| 2016 | DNガラン | ストックホルム | 100m | 10秒18 (-0.8) |      |